# Kafue (Kitwe)
Kafue è un ward dello Zambia, parte della Provincia di Copperbelt e del Distretto di Kitwe.